# Morlockok (Marvel Comics)
A morlockok a társadalom által kirekesztett mutánsok azon csoportja, akik nevüket H. G. Wells Az időgép című kisregényében leírt földalatti lényekről kapták. A számkivetettek rövid idő alatt, nagy létszámú csoportosulássá szerveződtek. Első vezérük Callisto volt, akit egy, az X-ek és a morlockok között lejátszódott incidens során az X-Men aktuális vezetője, Vihar, kiütött a nyeregből és így a morlockok íratlan törvényei szerint átvette tőle a morlock fővezéri tisztet.
Lakóhelyük a föld alatti járatrendszer, amelyet még az 1950-es években épített az USA kormánya a hadsereg használatára New York, New Jersey és Connecticut területén. Ennek főcsatornája, az „Utca” egész Manhattan alatt végighúzódik.
Az „Utcát” Callisto fedezte fel. Ekkoriban találkozott egy olyan mutánssal, Kalibánnal, aki képes volt felismerni a különleges tulajdonságokkal rendelkező mutánsokat. E mutánsok egy részét maga köré gyűjtötte, és közösséggé szervezte. Valamennyi morlock rendelkezik emberfeletti képességekkel.

## A legismertebb morlockok
Szépséges Álmodó, Kalibán, Annalee, Callisto és Fanyűvő

## Külső hivatkozások
- A Morlockok az uncannyxmen.net oldalán (angolul)